# La Vinchuca
La Vinchuca, auch Barrio La Vinchuca, ist eine Ortschaft in Uruguay.

## Geographie
Sie befindet sich auf dem Gebiet des Departamento Cerro Largo in dessen Sektor 1. La Vinchuca grenzt nordöstlich an die Departamento-Hauptstadt Melo. Südöstlich ist Caserio La Pedrera gelegen.

## Infrastruktur
An La Vinchuca führen in geringer Entfernung die Ruta 7 und die Ruta 8 vorbei. 

## Einwohner
La Vinchuca hatte bei der Volkszählung im Jahre 2011 388 Einwohner, davon 194 männliche und 194 weibliche.
| Jahr | Einwohner |
| ---- | --------- |
| 1963 | -         |
| 1975 | -         |
| 1985 | 198       |
| 1996 | 278       |
| 2004 | 355       |
| 2011 | 388       |

Quelle: Instituto Nacional de Estadística de Uruguay